# Osservatorio di Assy-Turgen
L'Osservatorio di Assy-Turgen, denominato ufficialmente Osservatorio di Assy-Turgen Accademico Omarov, è un osservatorio astronomico del Kazakistan, situato sull'altipiano montano di Assy-Turgen nella regione di Almaty. Si trova ad un'altitudine di 2.750 metri sopra il livello del mare, 85 chilometri a est di Almaty. L'osservatorio è gestito dall'Istituto Astrofisico Fesenkov. È l'osservatorio del Kazakistan con le migliori condizioni astro-climatiche: l'assenza di inquinamento luminoso, l'alta trasparenza e la bassa turbolenza dell’aria creano favorevoli condizioni per le osservazioni astronomiche.

## Storia
La costruzione dell'osservatorio iniziò nel 1975. Il primo strumento ad essere collocato fu un telescopio riflettore da 1 m; le prime osservazioni avvennero nel 1981. All'inizio degli anni ottanta iniziò il processo di costruzione della cupola per un telescopio di 1,5 m. Questa cupola era alta 45 metri, ma a causa della crisi dovuta alla dissoluzione dell'Unione Sovietica il processo di costruzione fu congelato nel 1992 e riprese solo 22 anni dopo, nel 2014. Nel 2015 è stato installato il telescopio riflettore con un diametro di 1,5 metri, che ha ricevuto la prima luce nell'ottobre 2016. Dal 2017 è regolarmente operativo.
Nel 2018 è stato installato all’osservatorio un altro telescopio, il Transient Telescope dell'Università Nazarbayev, un telescopio riflettore con un diametro di 700 mm.
È in progetto l’installazione di altri telescopi al servizio di università e istituzioni scientifiche.